# Усинск
Усинск (на руски: Усинск; на коми: Ускар) е град в Русия, разположен в градски окръг Усинск, автономна република Коми. Населението на града към 1 януари 2018 е 38 376 души.